# 艾登省
艾登省（Aydın）是位于土耳其安纳托利亚西南、爱琴海沿岸的一个省，省府艾登。
艾登省可分為十七個地區：
- 博茲多安
- 布哈爾肯特
- 奇內
- 季季姆
- Efeler（英语：Efeler）
- 蓋爾門哲克
- 因吉爾利奧瓦
- 卡拉贾苏（英语：Karacasu）[1]
- 卡尔普兹卢（英语：Karpuzlu）[1]
- 科恰尔勒（英语：Koçarlı）[1]
- 克什克
- 庫沙達瑟
- 庫尤賈克
- 納濟利
- 瑟凱
- 苏丹希萨尔（英语：Sultanhisar）[1]
- 耶尼帕扎尔（英语：Yenipazar, Aydın）[1]